# The Five Faults of Flo
The Five Faults of Flo è un film muto del 1916 diretto da George Foster Platt.

## Trama
I cinque gravi difetti che Flo si porta dietro dall'infanzia sono l'orgoglio, l'invidia, la volubilità, la stravaganza e la gelosia. Li perderà tutti uno per uno quando si renderà conto di quanto siano inutili e fonte di dolore per sé e per gli altri.

## Produzione
Il film fu prodotto dalla Thanhouser Film Corporation.

## Distribuzione
Distribuito dalla Mutual Film, uscì nelle sale cinematografiche statunitensi il 20 gennaio 1916.
Non si conoscono copie ancora esistenti della pellicola che viene considerata presumibilmente perduta.